# Never Mind the Bollocks, Here's the Sex Pistols
Never Mind the Bollocks, Here's the Sex Pistols prvi je i jedini studijski album engleskog punk rock sastava Sex Pistols. Album se smatra vrlo važnim u povijesti rock glazbe s trajnim i postojanim utjecajem na nadolazeće generacije punk glazbenika. Časopis Rolling Stone ga je uvrstio na 41. mjesto 500 najboljih albuma svih vremena.

## Popis pjesama

### Verzija s 11 pjesama
1. "Holidays in the Sun" – 3:22
2. "Liar" – 2:41
3. "No Feelings" – 2:51
4. "God Save the Queen" – 3:20
5. "Problems" – 4:11
6. "Seventeen" – 2:02
7. "Anarchy in the U.K." – 3:32
8. "Bodies" – 3:03 *
9. "Pretty Vacant" – 3:18
10. "New York" – 3:07
11. "E.M.I." – 3:10

### Verzija s 12 pjesama
1. "Holidays in the Sun" – 3:22
2. "Bodies" – 3:03
3. "No Feelings" – 2:51
4. "Liar" – 2:41
5. "God Save the Queen" – 3:20
6. "Problems" – 4:11
7. "Seventeen" – 2:02
8. "Anarchy in the U.K." – 3:32
9. "Submission" – 4:12
10. "Pretty Vacant" – 3:18
11. "New York" – 3:05
12. "E.M.I." – 3:10

## Singlovi
- "Anarchy in the U.K."/"I Wanna Be Me"
- "God Save the Queen"/"Did You No Wrong"
- "Pretty Vacant"/"No Fun"
- "Holidays in the Sun"/"Satellite"

## Izvođači
- Johnny Rotten -  pjevač
- Steve Jones - gitara, bas-gitara
- Paul Cook - bubnjevi
- Glen Matlock - bas-gitara ("Anarchy in the U.K.")
- Sid Vicious - bas-gitara ("Bodies")

## Top ljestvice albuma
| Godina | Ljestvica       | Pozicija |
| ------ | --------------- | -------- |
| 1977.  | UK Albums Chart | #1       |
| 1978.  | Billboard       | #106     |

## Vanjske poveznice
- allmusic.com[neaktivna poveznica] - Never Mind the Bollocks